# Дейша, София Георгиевна
Софи́я Гео́ргиевна Дейша́ (фр. Sophie Deicha; род. 22 апреля 1955, Сен-Жермен-ан-Ле) — православный богослов, профессор Православного института преподобного Сергия в Париже, участница межконфессионального диалога. В течение многих лет участвовала в составе различных делегаций и  международных комиссий.

## Биография
Родилась 22 апреля 1955 года в Сен-Жермен-ан-Ле, Франция, в православной семье русского происхождения.
Проходила обучение в Парижском университете, получив в 1975 году степень лиценциата, позднее в 1977 году степень  — магистра,  в 1983 году окончила аспирантуру с дипломом  — доктора гуманитарных наук. В 1985 году  изучала богословие в Свято-Сергиевский институте, окончив его с дипломом кандидата богословських наук..
Работала преподавателем закона Божия в Париже. Её заинтересовали исторические личности, которые в тот момент ещё не были внесены в святцы. Например, Силуан Афонский, Мария (Скобцова), Николай (Велимирович), Филарет (Дроздов). В 1988 году она стала первой женщиной во Франции, преподающей православную агиологию. Участвовала в развитии дистанционного образования.
Была одним из представителей православия в Ассамблее Конференции европейских церквей (КЕЦ и СЕЕК) в Базеле в 1989 году, в Ассамблее КЕЦ в Праге в 1992 году, во всемирной конференции «Вера и устройство» в 1993 года, в Сантьяго-де-Компостела и в ассамблее «Всемирнаго совета церквей» в Хараре в 1998 году и многих разных встреч в других городах.

## Книги
Автор десятка работ, некоторые из которых созданы в сотрудничестве со специалистами других конфессий. Выведенные ею пособия для высших учебных заведений эксплуатируются на протяжении нескольких  десятилетий. Первая книга Курса агиологии посвящена житию святых начиная с до апостольских времён. Вторая пособие , также разделённое на двухчасовые уроки, содержит материал о вопросах православной святости в северной части Тихого океана (Курс агиологии, том 2).
Также Дейше был написан ряд книг для детской аудитории с целью религиозного образования в раннем возрасте, изданных на немецком, русском, греческом и сербском языках.
Составленная научная работа Дейше  охватывает несколько областей; на немецком языке: Ökumenische Rundschau, на английском языке: Женские голоса в церквях, на французском: Жизнь и творчество Георгия Пескова, Возвращение ангелов и Константинополь у ворот Европы.
Сведения из проведённых ею курсов , появившиеся к Тысячелетию Крещения Руси, регулярно публикуются уже более тридцати лет.

## Публикации
- Le repentir, les larmes dans la tradition orthodoxe (Покаяние и слёзы в православном предании) // Tychique. — Lyon, 1986. — № 64. — Р. 44-47.
- Séraphim de Sarov (Преп. Серафим Саровский) // Histoire des Saints. T. IX. Pt. 1. Paris: Département d’Histoire Chrétienne, Hachette, 1987. — P. 238—243.
- Silouane (Старец Силуан) // Histoire des Saints. T. IX. Pt. 2. — Paris: Départe-ment d’Histoire Chrétienne, Hachette, 1987. — P. 105—107.
- Désert et vie spirituelle (Пустыня и духовная жизнь) // Tychique. Lyon, 1988. — № 72. — P. 28—31.
- Iconographie et Hagiologie (Иконография и агиология) // Istina. 1988. — Vol. XXXIII. — P. 22—33.
- Aspects de l’enseignement dans l’Eglise Orthodoxe russe (Стороны учения в русской Православной Церкви) // Canonique. Paris, 1988. — № 31. — P. 175—185.
- Fondation princière de monastères à Kiev et création liturgique dans le cadre de la conversion de la Russie àl’Orthodoxie (Княжеские создания монастырей в Киеве и литургическое творчество в рамках обращения России к Православию) // Conférences Saint-Serge. 35 Semaine d’Etudes Liturgiques. Paris, 1988. Roma: Ed. Liturgiche.
- Impulsion donnée par le Métropolite Philarète de Moscou (1782—1867) aux études patristiques en Russie au XIXème siècle (Влияние митр. Филарета Московского на святоотеческие исследования в России в XIX в.) // Studia Patristica. 1989. — № 23. — P. 226—231.
- La Foi que nous affirmons (Наша вера) // Unité des Chrétiens. Paris, 1990. — № 77.
- Les saints évêques à Constantinople (Святые епископы в Константинополе) // Foi et Vie. Paris, 1990. — Vol. LXXXIX. — P. 29—36.
- La forêt, refuge de la vie spirituelle (Лес, убежище духовной жизни) // La Forêt / Ed. du Comité des Travaux Historiques et Scientifiques. CTHS. — Paris, 1991. — Р. 195—201.
- Heiligenverehrung (Почитание святых) // Orthodoxes Forum. München, 1992. — S. 41—50.
- Etudes patristiques et sainteté en Russie au XIXe siècle (Святоотеческие исследования и святость в России в XIX в.) // StudiadPatristica. Peeters Leuven, 1993. Vol. XXVIII. — P. 169—173.
- Les saints mariés (Святые супруги) // Conférences Saint Serge. Xle Semaine d’Etudes liturgiques. — Paris, 1993. Roma: Ed. Liturgiche. — P. 87-102.
- Die Ökumenische Dekade. Eine Orthodoxe Perspektive (Экуменическое десятилетие с православной точки зрения) // Okumenische Rundschau. Frankfurt am Main, 1994. — № 43. — S. 443—447.
- L'éthique dans la recherche oecuménique: fondement théologiques de la bioéthique (Этика в экуменическом исследовании: богословские основы биоэтики) // Unité chrétienne. — Lyon, 1994. № 116. — P. 15−25.
- Annoncer l’Evangile dans les cultures actuelles (Возвещение Евангелия в современных культурах) // Amitié, rencontre entre chrétiens. 1994. — P. 17-24.
- The Concept of Nature According to Orthodox Theology (Понятие природы в православном богословии) // Studies in Science and Theology. — Genève: Labor et Fides, 1995. Vol. 3.
- Some Experiences of Orthodoxy in the Search for «Koinonia» (Опыты Православия в поисках «Общения») // So we believe, so we pray. — Geneva: WCC, 1995. — P. 80—83.
- Unité dans la Foi (Единение в вере) // Amitié, rencontre entre chrétiens. 1996. — Р. 7—11.
- Le ministère de théologien (Служение богослова-мирянина) // Unité chrétienne. — Lyon, 1997. — № 126. — P. 39-42.
- Women in the life of the Orthodox Church (Женщины в жизни Православной Церкви) // Orthodox Women speak. — Genève: WCC, 1999. — P. 36-43.
- Из первых десятилетий // Свято-Сергиевское подворье в Париже: к 75-летию со дня основания. — СПб.; Париж: Алетейя, 1999. — 255 с. — С. 128—131
- Die Frauenordination und die Orthodoxe Kirche (Рукоположение женщин и Православные Церкви) // Studien zu Kirchenrecht und Theologie. — Heidelberg, 2000. — № 47. — S. 121—135.
- Aspekte der Heiligkeit in der Tradition der Orthodoxen Kirche (Стороны Святости в Предании Православных Церквей) // Diakonia. № 31. — Grünewald: Herder Mainz, 2000. — S. 47—50.
- Le pardon (Прощение) // Conférence de Nantes, 2008